# Grand Parc d'Andilly
 (mars 2024).
Le Grand Parc d'Andilly est un parc à thèmes français situé sur les communes d'Andilly et de Saint-Blaise en Haute-Savoie.

## Spectacles et animations
Son activité est saisonnière. Le parc à thèmes — composé d'animations, jeux et spectacles — ouvre en période estivale. Les Grandes Médiévales se déroulent lors de deux week-ends allongés au printemps,. Le Grand Parc de Noël est accessible en automne et en hiver.
Le Hameau de Noël ouvre[Quand ?].

## Histoire

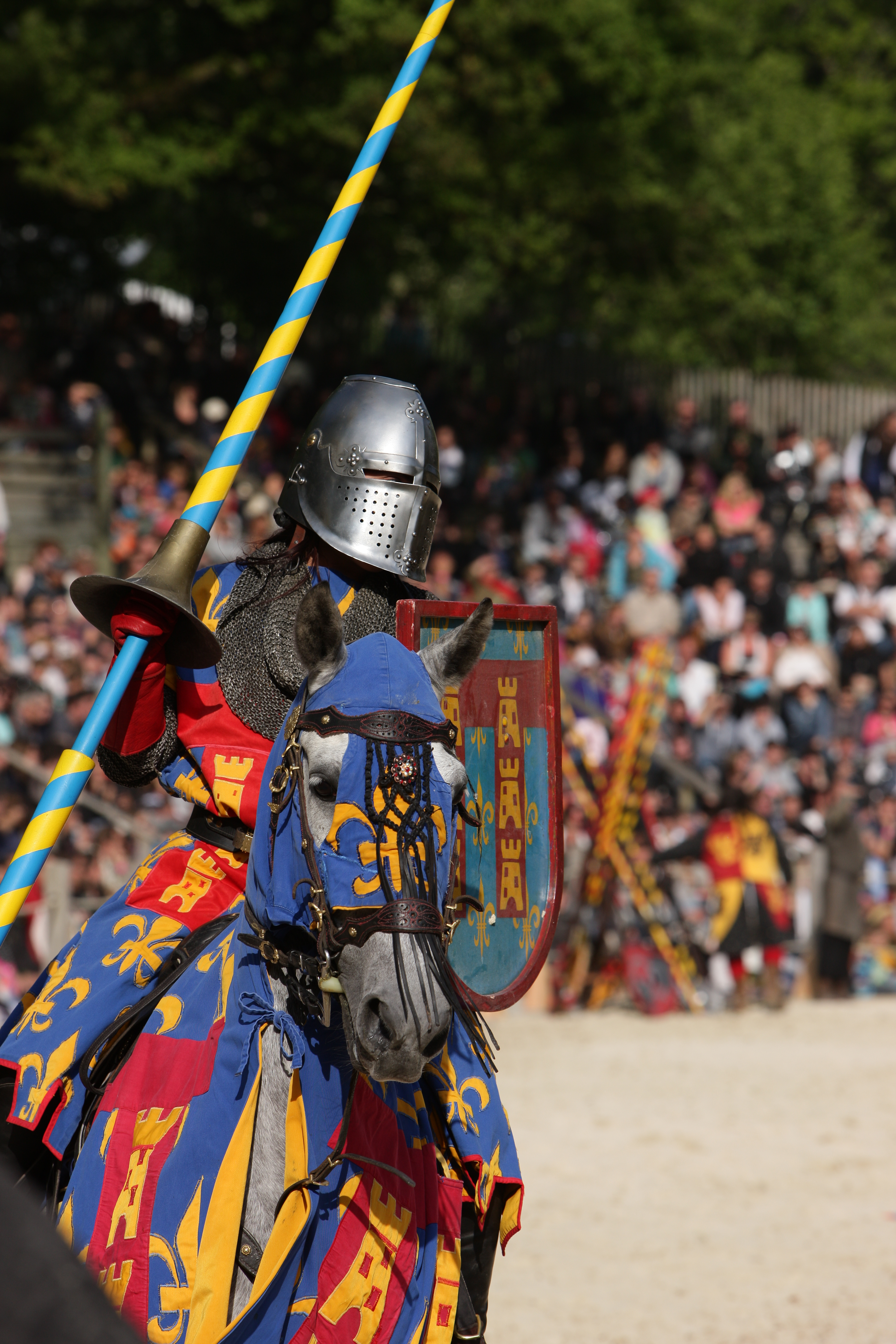
Joute lors des médiévales de 2015.

Le parc est créé en 2001[pas clair] et est porté par une association loi de 1901 « Le Petit Pays / Andilly Loisirs » fondée en 1982 et dont le maire d'Andilly Vincent Humbert (Divers droite) en est le président et directeur,.